# بين باس
بين باس (بالإنجليزية: Ben Bass)‏ هو لاعب كرة قدم أمريكية أمريكي، ولد في 12 أكتوبر 1989 في غرابفين في الولايات المتحدة.

## وصلات خارجية
- بين باس على موقع مرجع كرة القدم المحترفة.كوم (الإنجليزية)
- بين باس على موقع كلية كرة القدم في سبورتس رفرنس.كوم (الإنجليزية)